# Hinduism i Schweiz

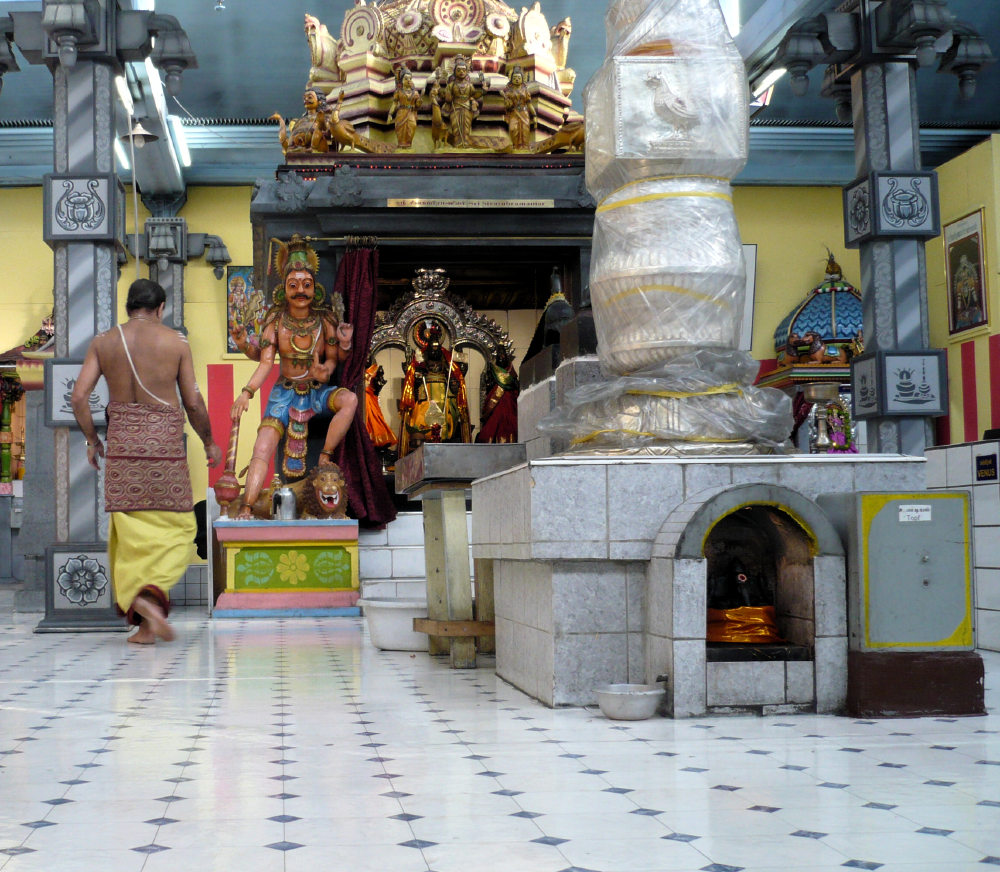
Interiör från Sri Sivasubramaniar-templet i Adliswil.

Hinduism i Schweiz är en minoritetsreligion som utövas av cirka 0,6 % av landets befolkning. Ungefär 90 % av de hinduiska utövarna är födda utomlands, och omkring en tredjedel av dem har flykting- eller asylstatus. Det mest kända och äldsta hinduiska templet i Schweiz i Sihl-dalen i Adliswil. I Glattbrugg finns Arulmihu Sivan-templet, som är tillägnat guden Shiva, och det nyaste templet är Sri Vishnu Thurkkai Amman-templet i Dürnten, som grundades år 2010.

## Historia

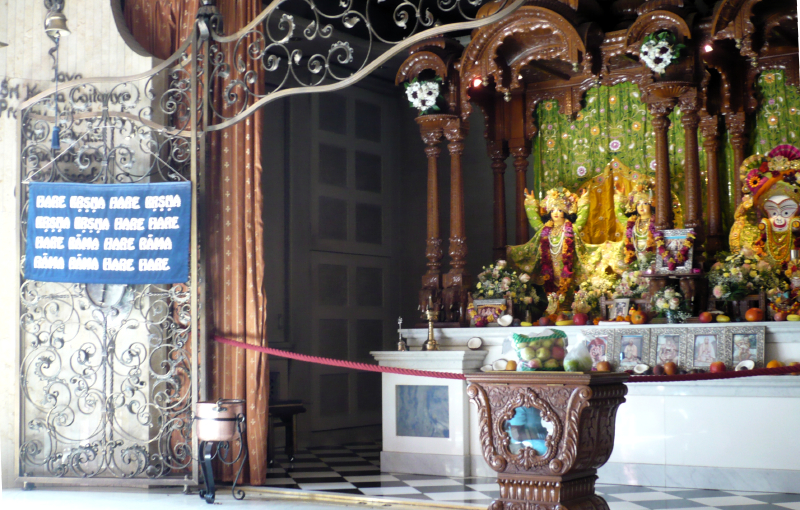
ISKCON:s Krishna-tempel i Zürich

Den första yogaskolan i Schweiz grundades för 70 år sedan. Den ungerska pianisten och skulptören Elisabeth Haich flyttade på 1940-talet från Budapest till Zürich tillsammans med sin indiske make, läkaren Selvarajan Yesudian. Tillsammans öppnade de år 1948 den första yogaskolan i Schweiz. Även om yoga idag främst uppfattas som en form av avslappning och motion, väcker den fortfarande intresse för hinduismen hos många utövare, eftersom yoga ursprungligen hade en djupt religiös och andlig innebörd.
Den första indiske munken som grundade en förening i Schweiz var Swami Omkarananda, som år 1966 grundade Divine Light Center i Winterthur. Under början av 1970-talet spreds även Osho-rörelsen under ledning av Bhagwan Shree Rajneesh, samt ISKCON (International Society for Krishna Consciousness), som grundades av Swami Prabhupada.
Lankesisk-tamilska hinduer kom till Schweiz som flyktingar under det inbördeskriget i Sri Lanka 1983. I början fungerade Krishna-templet på Zürichberg, som öppnades 1980, som en första tillflyktsplats för många tamiler. Med åren bildades fler församlingar, och 1986 öppnades det första tamilska templet i Basel. Därefter har tempel öppnats i alla delar av Schweiz, och idag finns det över 20 olika tamilska hindutempel i landet.

## Demografi
I tidigare folkräkningar i Schweiz sammanfördes hinduism med andra icke-abrahamitiska traditioner (främst buddhism) under kategorin “andra kyrkor och samfund”. Dessa utgjorde 0,12 % av befolkningen år 1970, 0,19 % år 1980, 0,42 % år 1990 och 0,78 % år 2000 (varav 0,38 % hinduism, 0,29 % buddhism och 0,11 % övriga). Under 1990-talet gick hinduismen om judendomen som den tredje största religionen i Schweiz (efter kristendom och islam) och låg år 2000 på samma nivå som Nyapostoliska kyrkan på 0,38 %.
Enligt folkräkningen år 2000 identifierade sig 27 839 personer i Schweiz som hinduer (0,38 % av befolkningen; 1,11 % i Bern, 1,00 % i Zürich och 0,27 % i Genève). Majoriteten av dem var tamiler från Sri Lanka (81,2 %).
År 2017 utgjorde hinduer cirka 0,6 % av Schweiz befolkning. Det finns omkring 50 000 hinduer i landet. ISKCON (Hare Krishna-rörelsen) har också en närvaro i Schweiz med omkring 400 medlemmar och ett nätverk därutöver på cirka 2 000 personer.

## Hinduiska föreningar
Schweizerischen Dachverband für Hinduismus (”Schweiziska förbundet för hinduism”) är den huvudsakliga hinduiska organisationen i Schweiz. Förbundet grundades år 2017.